# Edith Eger
Edith Eva Eger (Kosice, 29 de setembro de 1927) é uma psicóloga norte-americana nascida na antiga Tchecoslováquia, sobrevivente do Holocausto e especialista no tratamento do transtorno de estresse pós-traumático (TEPT). 
Sua autobiografia, The Choice: Embrace the Possible, publicada em 2017, tornou-se um best-seller internacional. Seu segundo livro, intitulado The Gift: 12 Lessons to Save Your Life, foi lançado em setembro de 2020. Em 2024, publicou seu terceiro livro, The Ballerina of Auschwitz.

## Biografia
Edith Eger nasceu em Kosice, na então Tchecoslováquia, em 1927. É a filha mais nova de Lajos, um alfaiate, e de Ilona Elefánt. Na juventude, Eger estudou em um ginásio para meninas e teve aulas de balé. Era também integrante da equipe olímpica húngara de ginástica. No entanto, em 1942, após a implementação de novas leis antissemitas pelo governo da Hungria, foi expulsa da equipe por ser judia. Sua irmã mais velha, Klara, era violinista e foi admitida no Conservatório de Budapeste. Durante a guerra, Klara conseguiu se esconder com a ajuda de seu professor de música. Já a irmã Magda era pianista.

## Segunda Guerra Mundial
Em março de 1944, após a ocupação alemã da Hungria, Edith, seus pais e Magda foram obrigados a se mudar para o gueto de Kassa. No mês seguinte, passaram cerca de um mês confinados com outros 12 mil judeus em uma fábrica de tijolos. Em maio daquele ano, foram deportados para Auschwitz. Lá, Edith foi separada da mãe por Josef Mengele; sua mãe foi assassinada nas câmaras de gás. Em suas memórias, Edith relata que, naquela mesma noite, Mengele a fez dançar para ele em seu barracão. Como “agradecimento”, ela recebeu um pão, que dividiu com outras prisioneiras.
Segundo suas lembranças, Edith passou por diversos campos de concentração, incluindo Mauthausen. À medida que as tropas americanas e soviéticas se aproximavam, os nazistas evacuaram Mauthausen e outros campos. Edith e Magda foram forçadas a uma marcha da morte rumo ao campo de Gunskirchen, percorrendo cerca de 55 quilômetros. Quando Edith não conseguiu mais andar, exausta, uma das garotas com quem ela havia dividido o pão de Mengele a reconheceu e a ajudou a continuar, junto com Magda. As condições em Gunskirchen eram tão extremas que Edith precisou comer grama para sobreviver, enquanto alguns prisioneiros recorreram ao canibalismo. Quando o Exército dos Estados Unidos libertou o campo, em maio de 1945, Edith foi encontrada entre corpos sem vida, considerada morta. Um soldado notou o movimento de sua mão e chamou ajuda médica, salvando sua vida. Na época, ela pesava apenas 32 quilos, estava com a coluna fraturada, com febre tifoide, pneumonia e pleurisia.
Durante seu tempo nos campos, Edith tentava inspirar as pessoas ao seu redor a enxergar a vida "de dentro para fora", refletindo sobre o próprio mundo interior. Para ela, a felicidade não vem de fora, mas de dentro de cada um, e essa mudança de perspectiva transforma também a maneira como se enxerga o mundo. Outro princípio que cultivava era o realismo, em vez de ilusões idealistas. Sua profunda fé nos campos a levava a rezar até mesmo pelos guardas nazistas, que, segundo ela, também eram prisioneiros, vítimas de lavagem cerebral.
| “ | Os guardas nazistas também eram prisioneiros. Eu rezava por eles. Transformei o ódio em compaixão. Nunca disse a eles que estavam passando os dias matando pessoas. Que tipo de vida era aquela para eles? Tinham sido doutrinados. Sua juventude lhes havia sido roubada. | ” |

## Depois da guerra
Edith e Magda se recuperaram em hospitais de campanha norte-americanos e retornaram a Kassa, onde reencontraram a irmã Klara. Seus pais e o noivo de Edith, Eric, não sobreviveram a Auschwitz. No hospital, ela conheceu Béla (Albert) Eger, também judeu e sobrevivente do Holocausto, que havia se juntado aos partisans durante a guerra. Em 1949, após receberem ameaças do regime comunista, o casal fugiu para o Texas, nos Estados Unidos, junto com a filha Marianne. Lá, Edith enfrentou o trauma da guerra e a culpa do sobrevivente, evitando falar sobre o passado com seus três filhos.
Com o tempo, Edith tornou-se amiga de Viktor Frankl, iniciou terapia e concluiu o doutorado em Psicologia Clínica pela Universidade do Texas em El Paso, em 1978. Obteve também a licença para atuar como psicóloga. Estabeleceu uma clínica de terapia em La Jolla, na Califórnia, e passou a integrar o corpo docente da Universidade da Califórnia em San Diego.
Em 1990, Edith retornou a Auschwitz para confrontar emoções reprimidas. Incentivada por Philip Zimbardo, publicou suas memórias no livro The Choice: Embrace the Possible, lançado em 2017.
Como psicóloga, Edith ajuda seus pacientes a se libertarem dos próprios pensamentos limitantes e a, enfim, escolherem a liberdade. The Choice tornou-se best-seller do New York Times e do Sunday Times. Em seu segundo livro, The Gift: 12 Lessons to Save Your Life (2020), ela encoraja o leitor a transformar os pensamentos que nos aprisionam e os comportamentos destrutivos que nos impedem de avançar. Segundo Eger, o mais importante na vida não é o que nos acontece, mas o que escolhemos fazer com isso.
Edith Eger já participou de programas como CNN e The Oprah Winfrey Show.

## Família
A família Eger teve mais dois filhos depois de se mudarem para os Estados Unidos. Sua filha Marianne é casada com Robert Engle, economista laureado com o Nobel de Economia. Béla Eger morreu em 1993.

## Publicações
- The Choice – Embrace the Possible. Scribner, 2017, ISBN 9781501130786
- The Gift – 12 Lessons to Save Your Life. Ebury Publishing, 2020, ISBN 9781846046278
- The Ballerina of Auschwitz. Rider & Co, 2024, ISBN 9781846047817 (publicado no Brasil em 2019 pela Editora Sextante com o título A bailarina de Auschwitz)